# Maria Akraka
Maria Helene Henriksson Akraka, född 7 juli 1966 i London i England, är en svensk före detta friidrottare. Hon var aktiv på medeldistans, där hon åren 1991–1998 innehade svenskt utomhusrekord på 800 meter. Hennes inomhusrekord på sträckan (noterat 1998) är fortfarande 2025 gällande svenskt rekord.

## Karriär

### Idrottskarriären
Akraka som tävlade för Norrtäljeklubben Rånäs 4H var aktiv på medeldistans med 800 meter som främsta gren. Hon hade även det svenska rekordet på distansen (2.00,58) under åren 1991–1998 och hade tidigt 2025 fortfarande gällande rekord på distansen inomhus med tiden 2.00,01. Akraka var även duktig tempohållare och anlitades som "hare" av flera europeiska galaarrangörer i samband med rekordförsök. Hon utsågs 1991 till Stor grabb/tjej nummer 392.

### Efter idrotten
Akraka är idag gift med förre trestegshopparen Tord Henriksson och bosatt i Täby. Hon är äldre syster till konstnären Camilla Akraka och är sedan 2011 travtränare. Hon har arbetat som programledare i ATG:s ombudskanal Kanal 75, där hon intervjuade travkuskar m.m. inför V75 och Dagens dubbel-tävlingar men blev utbytt när en ny upphandling gjordes och det nya bolaget ville satsa på nya namn. Akraka är dock kvar i TV4:s lunchsändningar när det handlar om galoppen. Under Friidrotts-EM 2006 var hon även intervjureporter på Ullevis innerplan. Hon var också intervjuare på innerplan under DN-galan i flera år. Maria Akraka har också lett SVT-programmet Megadrom.
År 1993 var hon med i Melodifestivalen tillsammans med Frida Johansson och Erica Johansson, som tillsammans kallade sig "Team Sweden" och körade bakom Nick Borgen när han sjöng "We Are All the Winners". Låten slutade på andra plats. Hon var sommarpratare i P1 den 27 juli 2010.

## Meriter
- EM 1998 - 800 meter utslagen i semifinal
- VM 1995 - 1 500 meter utslagen i semifinal
- EM 1994 - 1 500 meter 10:e plats
- EM 1994 - 800 meter utslagen i semifinal
- OS 1992 - 1 500 meter utslagen i semifinal
- VM 1991 - 800 meter utslagen i försöken
- EM 1990 - 800 meter utslagen i försöken
- VM 1987 - 800 meter utslagen i semifinal

## Personbästa

### Utomhus
- 400 meter - 54,50[1] (Malmö 20 augusti 1988)
- 800 meter - 2.00,58[1] (Lahtis 8 augusti 1991), svenskt rekord fram till 19 augusti 1998, slaget av Malin Ewerlöf
- 1 000 meter - 2.38,3 (Monaco 25 juli 1995)
- 1 500 meter - 4.08,63[1] (Bryssel 19 augusti 1994)
- 1 engelsk mil - 4.32,04[1] (London 10 september 1993)
- 2 000 meter - 5.47,76[1] (Sheffield 4 september 1994)
- 3 000 meter - 9.04,35[1] (Stockholm 28 augusti 1994)

### Inomhus
- 800 meter – 2.00,01[1] (Stockholm, 19 februari 1998), svenskt rekord
- 1 500 meter – 4.07,74[1] (Genua 18 februari 1992), svenskt rekord fram till 21 februari 2013, slaget av Abeba Aregawi.